# Диболд, Ричард
Ричард Диболд (англ. Albert Richard Diebold, Jr.; 20 января 1934, Нью-Йорк — 1 марта 2014, Тусон) — американский филолог и меценат. Внук предпринимателя Альберта Диболда (1873—1964), заметной фигуры в американской фармацевтической промышленности.
Окончил Йельский университет (1956), там же в 1962 году защитил докторскую диссертацию. Преподавал в Гарвардском, Калифорнийском, Стенфордском университетах и наконец с 1972 года и до выхода на пенсию в 1994 году в Аризонском университете.
В 1960-е годы внёс заметный вклад в развитие психолингвистики, много занимался лингвистической антропологией и индоевропейскими исследованиями.
Через семейный благотворительный фонд Диболдов, а затем через выделившийся из него отдельный благотворительный фонд Salus Mundi Foundation осуществлял многомиллионные пожертвования на развитие науки. В результате одного из таких пожертвований имя Диболда с 2003 года носит ставка профессора сравнительной филологии в Оксфордском университете.